# قسطورة

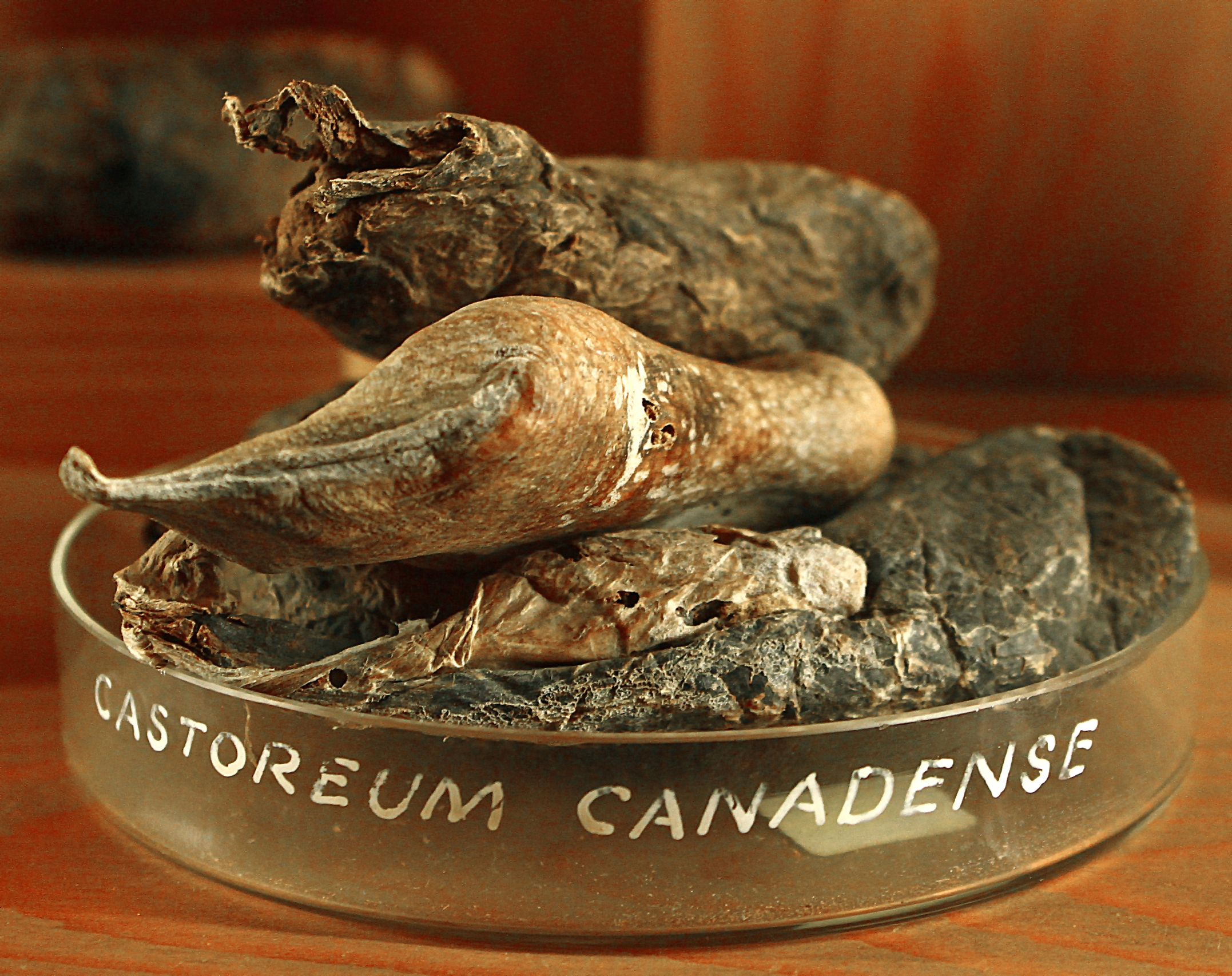
القسطورة

القَسْطُورَة أو الجُنْدَبَادَسْتِر أو الجُنْدَبِيدَسْتِر أو السَّكْلَابي أو الفَاحِشَة أو القَسْطُورِيُوم أو القَسْطُورِيُون مادة شحمية دسمة عرفية من الحارود أي البادستر أو القندس الذي يفرزها ويجمعها في جرابين صغيرين مركزهما بين الفخذين تحت الخصيتين في الذكر وتحت الثغر في الأنثى.

## القسطورة في التراث العربي
تُسمَّى الْقَسْطُورَة في التراث العربي بصوف البحر؛
- قال محمود هدية في كتابه: "اقتصاد النسيج في الغرب الإسلامي في العصر الوسيط":[3]

اختُصَّت بلاد الغرب الإسلامي بوجود بعض الألياف الطبيعية النادرة التي كان البحر مصدرها، كصوف البحر؛ وهو عبارة عن أليافٍ نَسيجيةٍ تُستخلص من أحد الحيوانات الرخوية Pinna Marina، تواجدت على سواحل بلاد الغرب الإسلامي، وبخاصة المغرب والأندلس، وهي نوعٌ من الحيوانات ذات الصدف، تلتصق بالصخور الموجودة على الساحل عند خروجها بواسطة تلك الألياف، واختلف لون هذه الألياف ما بين الأخضر والأسود.
- ذكر الإصطخري نصًّا عن هذا الحيوان عند ذكر شنترين: «وتقعُ بشنترين في وقت من السنة من البحر دابة تحتك بحجارةٍ على شطِّ البحر؛ فيقع منها وبرٌ في لين الخزِّ، لونه لون الذهب، لا يغادر منه شيئًا، وهو عزيز قليل، يُجمع وتُنسج منه ثياب تتلوَّن في اليوم ألوانًا».[4]
- ونقل ياقوت الحموي عن بعض الأطباء: «الجندبادستر حيوانٌ يكون في بحر الروم، ولا يُحتاج منه إلا إلى خصاه، فيخرج ذلك الحيوان من البحر، ويسرح في البر؛ فيُؤخذ ويُقطع منه خصاه ويُطلق، فربما عرض له الصيَّادون مرةً أخرى، فإذا علم أنهم ماسكوه استلقى على ظهره، وفرَّج بين فخذيه؛ ليُريهم موضع خصيتيه خاليًا فيتركونه حينئذٍ».[5]
- وتحدَّث عنه ابن البيطار بإطناب في كتابه: "الجامع لمفردات الأدوية والأغذية" وقال:

صوف البحر كان بعض الناس فيما مضى يزعم أنه نوعٌ من الطحلب البحري، ينبُتُ على حجارة أقاصير البحر، وليس الأمر كما ظن، بل هو شيء يُوجد في بحر المشرق، وببلاد الروم، وبأقاصير أسفاقس أيضًا من بلاد القيروان، وأكثرها يكون بمقرُبة من بلاد القيروان، وأكثرها بمقربة من قصر زياد، وبمقربة من قيودية أيضًا، يوجد في صدفة كبيرة على قدر يد الإنسان، أعلاها عريض، وطرفها دقيق إلى الطول، ماهو كأنه فم طائر، ظاهرها خشنٌ، فيه زوايا طويلة ناتئة، منها دقاق، ومنها ما يكون في غلظ أقلام الكتاب، فارغة الداخل، ولون الصدفة كلون صدفة اللؤلؤ، وداخلها لونه أصفر، مليحُ المنظر إلى الحمرة، ما هو وفي داخل الصدفة حيوان مُؤلَّف من أشياء تشبه الأعصاب، والكبد الأبيض، والأسود كنبات اللوبيا قائمٌ غير معوج المصير، وفي الطرف من المصير مما يلي الطرف الحاد من الصدقة يكون الصوف المعروف خلقة عجيبة للخلَّاق العليم سبحانه وتعالى، وأخبرني بعض أهل الجهة التي بها يُصاد أن حيوانًا خزفيًّا من حيوان البحر مُسلَّط على هذه الصدفة يرصُدُها في الأقاصير إذا بدا منها هذا الصوف التقمه منها وحده، ولا يتعرَّض لغير ذلك.
- ووصف العمري في كتابه "مسالك الأبصار في ممالك الأمصار" عملية استخلاص تلك الألياف بقوله: «وهو مما يخرج من البحر بصفاقس المغرب، أنا رأيته كيف يخرُجُ، يغوص الغواصة في البحر فيخرجون كمائمَ شبيهةً بالبصل بأعناقٍ في أعلاها زويرة، فتُنشر في الشمس؛فتتفتح تلك الكمائم الشبيهة بالبصل عن وبر؛ فيُسمط، ويخرج صوفه ويُغزل منه طعمة لقيام حَرِير، ويُنسج منه ثياب مختَّمة وغير مختَّمة، وهو أفخر ثياب السلطنة بتونس، ويبلغ ثمنُ الثوب مئتي دينار من دنانيرهم المسمَّاة، فيكون ثمن الثوب ألف درهم من نقد مصر والشام.»[7]

## انظر أيضاً

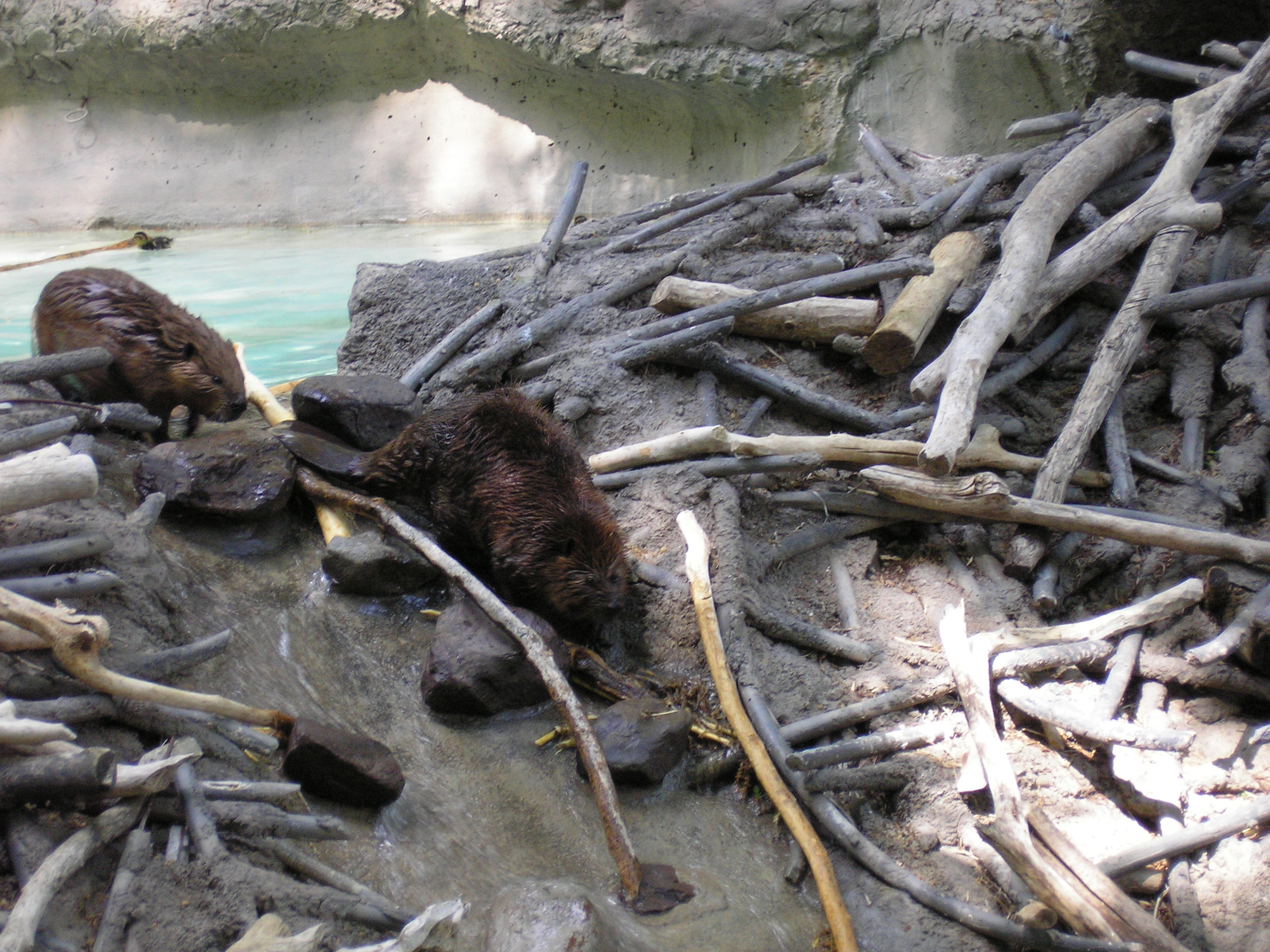
قناديس أمريكية في حديقة حيوان وطنية، في وشنطن العاصمة